# Bóng nước tại Thế vận hội Mùa hè 2008
Giải bóng nước tại Thế vận hội Mùa hè 2008 diễn ra từ ngày 10 đến ngày 24 tháng 8 năm 2008 tại bể bơi Anh Đông (Bắc Kinh).

## Kết quả

### Nam
| Vàng | Bạc | Đồng |
| Hungary | Hoa Kỳ | Serbia |
| Zoltán Szécsi Tamás Varga Norbert Madaras Dénes Varga Tamás Kásás Norbert Hosnyánszky Gergely Kiss Tibor Benedek Dániel Varga Péter Biros Gábor Kis Tamás Molnár István Gergely | Merrill Moses Peter Varellas Peter Hudnut Jeff Powers Adam Wright Rick Merlo Layne Beaubien Tony Azevedo Ryan Bailey Tim Hutten Jesse Smith J. W. Krumpholz Brandon Brooks | Denis Šefik Živko Gocić Andrija Prlainović Vanja Udovičić Dejan Savić Duško Pijetlović Nikola Rađen Filip Filipović Aleksandar Ćirić Aleksandar Šapić Vladimir Vujasinović Branko Peković Slobodan Soro |

### Nữ
| Vàng | Bạc | Đồng |
| Hà Lan | Hoa Kỳ | Úc |
| Ilse van der Meijden Yasemin Smit Mieke Cabout Biurakn Hakhverdian Marieke van den Ham Danielle de Bruijn Iefke van Belkum Noeki Klein Gillian van den Berg Alette Sijbring Rianne Guichelaar Simone Koot Meike de Nooy | Elizabeth Armstrong Heather Petri Brittany Hayes Brenda Villa Lauren Wenger Natalie Golda Patty Cardenas Jessica Steffens Elsie Windes Alison Gregorka Moriah van Norman Kami Craig Jaime Hipp | Emma Knox Gemma Beadsworth Nikita Cuffe Rebecca Rippon Suzie Fraser Bronwen Knox Taniele Gofers Kate Gynther Jenna Santoromito Mia Santoromito Melissa Rippon Amy Hetzel Alicia McCormack |